# Rauschwitz
Rauschwitz ist eine Gemeinde im thüringischen Saale-Holzland-Kreis. Erfüllende Gemeinde ist die Kreisstadt Eisenberg.

## Geografie
Die Gemeinde Rauschwitz liegt im Norden des Landkreises. Durch die Ortslage verläuft die Landesstraße L 1070, die Hermsdorf mit Camburg verbindet.
Naheliegende Dörfer sind Karsdorfberg und Mertendorf im Norden, Pretschwitz im Osten, Nischwitz und Göritzberg im Südwesten und Schmörschwitz im Westen. Rund um das Dorf, weit über die Nachbarorte hinweg, liegen landwirtschaftliche Nutzflächen.

## Geschichte

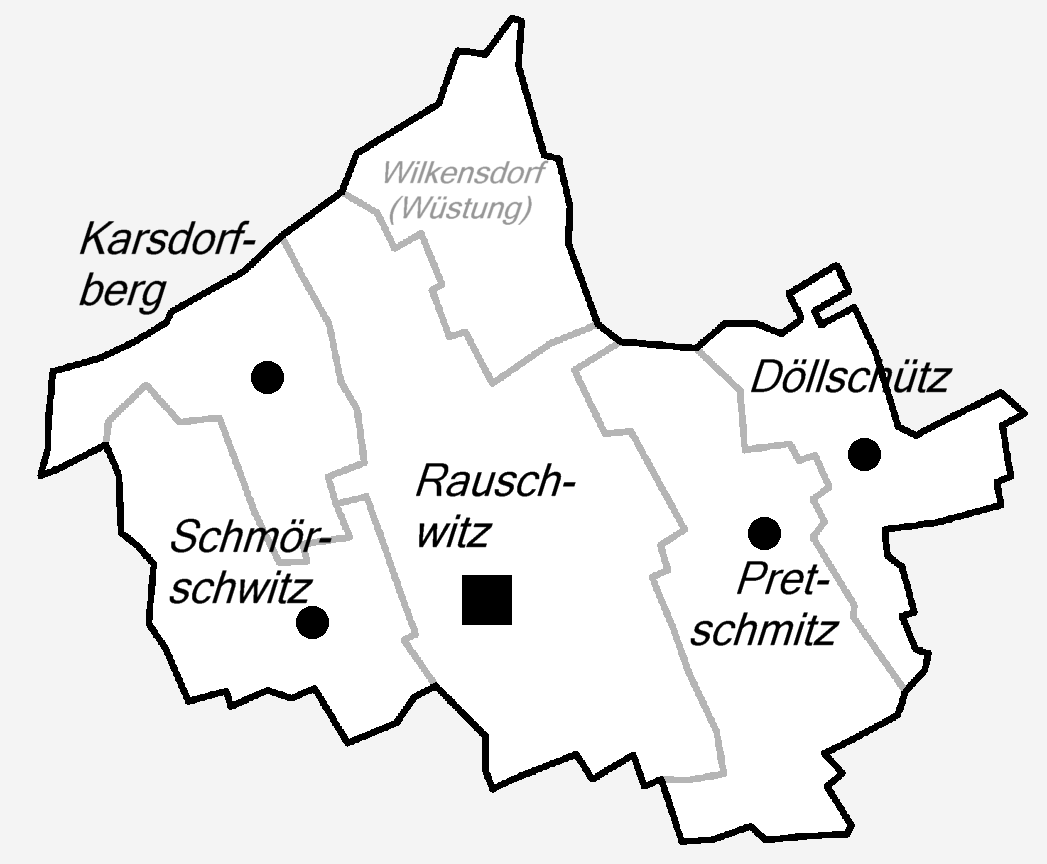
Gemeindegliederung

Rauschwitz wurde 1230 erstmals urkundlich erwähnt.
Die Ortsteile (urkundliche Ersterwähnung)  der Gemeinde sind:
- Döllschütz (1145)
- Karsdorfberg (1378)
- Pretschwitz (1230)
- Rauschwitz (1230)
- Schmörschwitz (1145)

Rauschwitz und seine Ortsteile gehörten zum Lehensbesitz der Abtei Bürgel. Die Flur des ehemaligen Dorfes Wilkensdorf wurde auf die Gemeinden Döllschütz und Rauschwitz aufgeteilt.
Später gehörten die Orte zum wettinischen Kreisamt Eisenberg, welches aufgrund mehrerer Teilungen im Lauf seines Bestehens unter der Hoheit verschiedener Ernestinischer Herzogtümer stand. 1826 kamen die Orte mit dem Südteil des Kreisamts Eisenberg und der Stadt Eisenberg vom Herzogtum Sachsen-Gotha-Altenburg zum Herzogtum Sachsen-Altenburg. Ab 1920 gehörten sie zum Freistaat Thüringen.
Am 1. Juli 1950 wurde die bis dahin eigenständigen Gemeinden Karsdorfberg, Pretschwitz und Schmörschwitz eingegliedert.

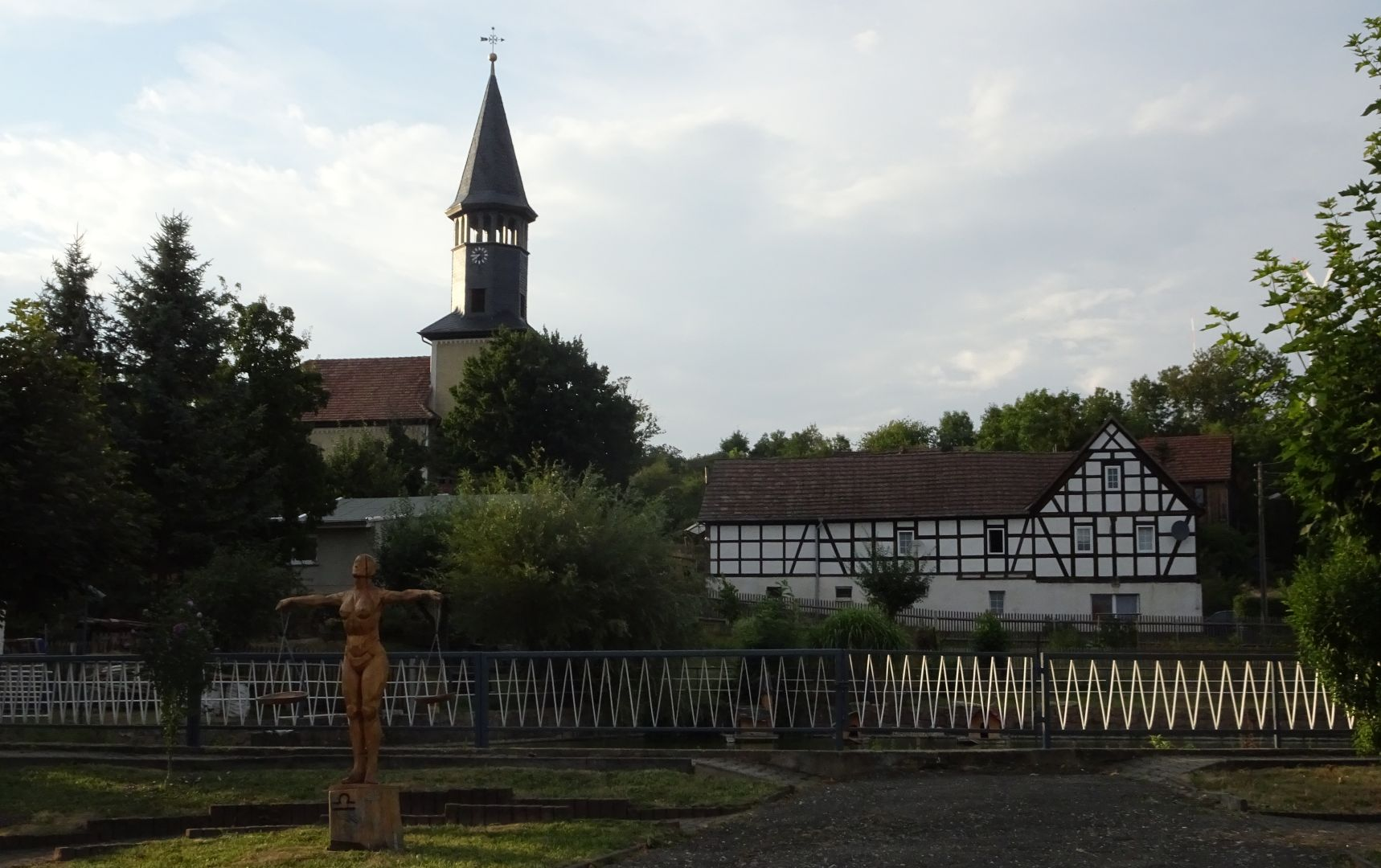
Skulptur des Motorsägenkünstlers Ricardo Villacis vor der Kirche St. Jakob

## Energie
In Rauschwitz gibt es seit 2003 drei Windkraftanlagen, und zwar zwei Anlagen vom Typ Nordex S77 mit 1500 kW Nennleistung, 100 m Nabenhöhe und 77 m Rotordurchmesser, sowie eine Anlage vom Typ GE 1,5sl mit 1500 kW Nennleistung, 96 m Nabenhöhe und 77 m Rotordurchmesser.

## Holzkunst
Der Rauschwitzer Holzkünstler Christian Schmidt lädt seit 2016 Kollegen zu Internationalen Kettensägenkünstler-Symposien in seine Gemeinde ein. Die Skulptur von Ricardo Villacis aus Ecuador steht am Dorfteich.

## Persönlichkeiten
- Erwin Baum (1868–1950), Politiker (Thüringer Landbund), leitender Staatsminister in Thüringen unter der Baum-Frick-Regierung